# Aulonemia
Aulonemia är ett släkte av gräs. Aulonemia ingår i familjen gräs.

## Dottertaxa tillAulonemia, i alfabetisk ordning[1]
- Aulonemia amplissima
- Aulonemia aristulata
- Aulonemia bogotensis
- Aulonemia boliviana
- Aulonemia chimantaensis
- Aulonemia clarkiae
- Aulonemia deflexa
- Aulonemia effusa
- Aulonemia fimbriatifolia
- Aulonemia fulgor
- Aulonemia glaziovii
- Aulonemia goyazensis
- Aulonemia gueko
- Aulonemia haenkei
- Aulonemia herzogiana
- Aulonemia hirtula
- Aulonemia humillima
- Aulonemia jauaensis
- Aulonemia laxa
- Aulonemia longiaristata
- Aulonemia longipedicellata
- Aulonemia nitida
- Aulonemia parviflora
- Aulonemia patriae
- Aulonemia patula
- Aulonemia pumila
- Aulonemia purpurata
- Aulonemia queko
- Aulonemia radiata
- Aulonemia ramosissima
- Aulonemia robusta
- Aulonemia setigera
- Aulonemia sodiroana
- Aulonemia subpectinata
- Aulonemia tremula
- Aulonemia trianae
- Aulonemia ulei
- Aulonemia viscosa
- Aulonemia ximenae
- Aulonemia yanachagensis